# Antonio Ponce de Santa Cruz

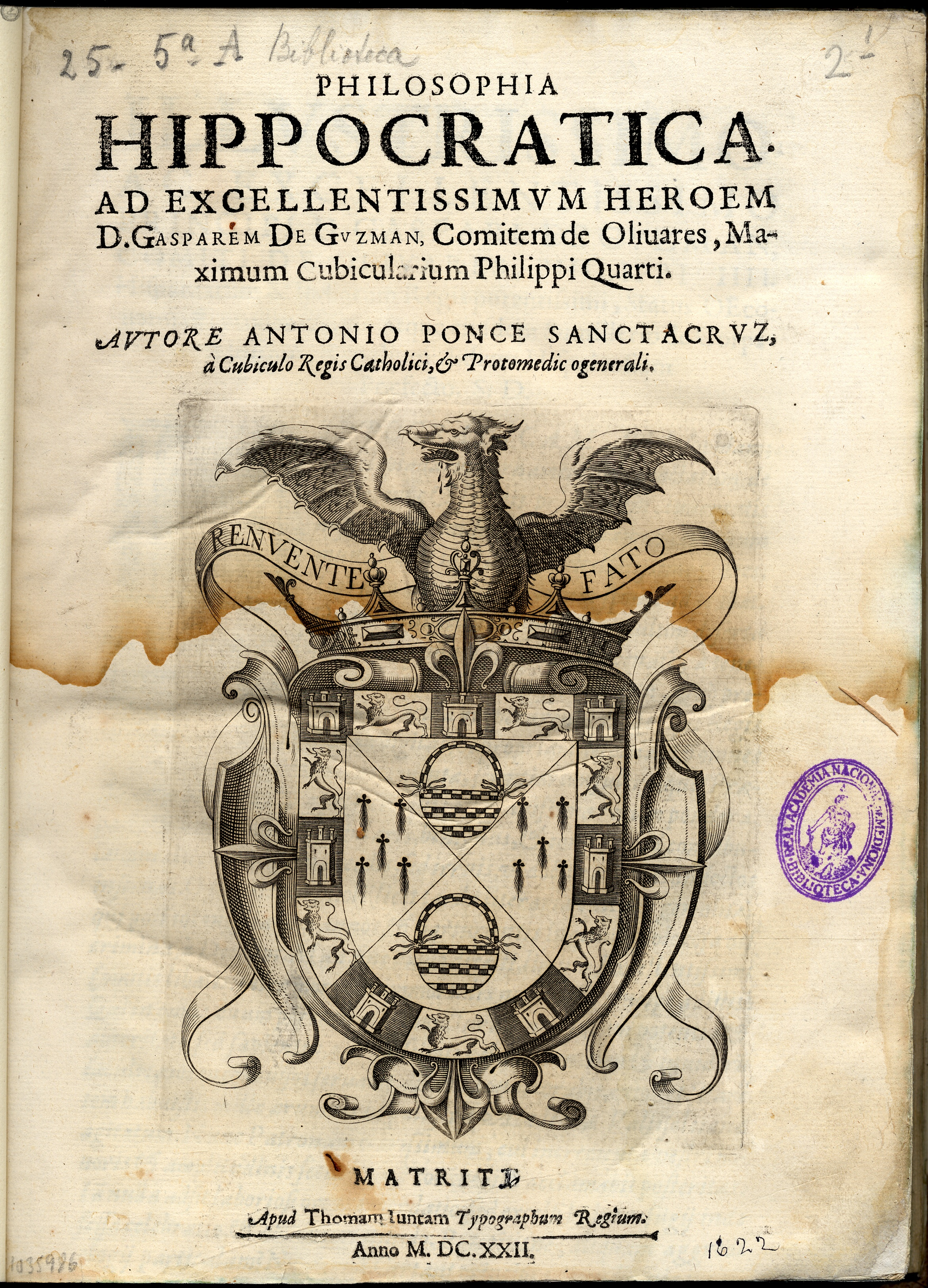
Frontispicio de la Philosophia Hippocratica de Antonio Ponce de Santa Cruz, Madrid, 1622.

Antonio Ponce de Santa Cruz (Valladolid, 1561-Madrid, 1638) fue un médico español, catedrático de medicina en la Universidad de Valladolid, médico de cámara de Felipe III y Felipe IV y protomédico general.

## Biografía
Hijo del doctor Alfonso de Santa Cruz y de Jerónima Ponce, estudió filosofía y medicina en la Universidad de Valladolid, por la que obtuvo grado de bachiller en  1581, de licenciado en 1585 y de doctor en 1591, iniciando la carrera docente un año más tarde como catedrático de Prima de Avicena.
Falleció en Madrid el 13 de septiembre de 1638, viudo de Mariana de Liendo, sin hijos. En el testamento manifestaba su deseo, comunicado con su viuda, de fundar una capellanía en el convento del Corpus Christi de Valladolid, donde también quería ser enterrado en la sepultura de su hermana María, «que llaman la santa priora». El acta de defunción indicaba que había muerto en su cámara de la casa en que habitaba en Madrid, «rebestido con alba y casulla y en la mano un cáliz con una patena» pues tras quedar viudo, en 1605, se hizo clérigo y gozó del beneficio de una abadía en Covarrubias concedido por el rey.

## Obras
Tractado de las causas y curación de las fiebres con secas pestilenciales que han oprimido a Valladolid y otras ciudades de España, Valladolid, 1600; obra dedicada al galenista Luis Mercado que también firma la aprobación. Se ocupaba en este tratado de la epidemia de peste que afectó a Valladolid a finales del siglo XVI, que él había sido el primero en diagnosticar.
Opuscula medica et philosophica ad Philipum IV, editada en Madrid en 1622 por Tomás Junta; contiene los tratados: In Avicennae primam primi; Philosophia Hippocratica y Exactissimae disputationes de pulsibus quibus Galeni et Avicennae doctrina philosophice perpenditur, tratado en el que incluyó su edición del Dignotio et cura affectuum melancholicorum, obra dedicada al tratamiento de la melancolía que su padre, Alfonso de Santa Cruz, había dejado manuscrita. Cada uno de los tratados, dedicados a comentar algunas de las obras de Hipócrates, Galeno y Avicena, llevan su hoja de título y paginación independientes. Del contenido de la obra cabe destacar uno de los casos de enfermedad mental recogidos en la Dignotio por su padre, que había tenido ocasión de conocerlo siendo estudiante en la Universidad de París, con inequívocos puntos de contacto con El licenciado Vidriera de Miguel de Cervantes.
De impedimentis auxiliorum in morborum curatione Libri III, Madrid, 1629; 
Praelectiones vallisoletanae in librum magni Hipp. coi De morbo sacro, en Madrid, por la viuda de Luis Sánchez, 1631; tratado dedicado al conde-duque de Olivares en el que, a pesar de la tardía fecha de su publicación, recogía algunas de sus primeras lecciones en la Universidad de Valladolid.
Prolegomena neutiquam omittenda in libros Galeni de morbo et symptomate, Madrid, en la Imprenta Real, 1637. Extensa defensa de las ideas de Galeno, donde combatía los excesos en el empleo de purgas y sangrías. Fue en su tiempo la más célebre de sus obras y objeto de alguna controversia.